# Christuskirche (Mainz)

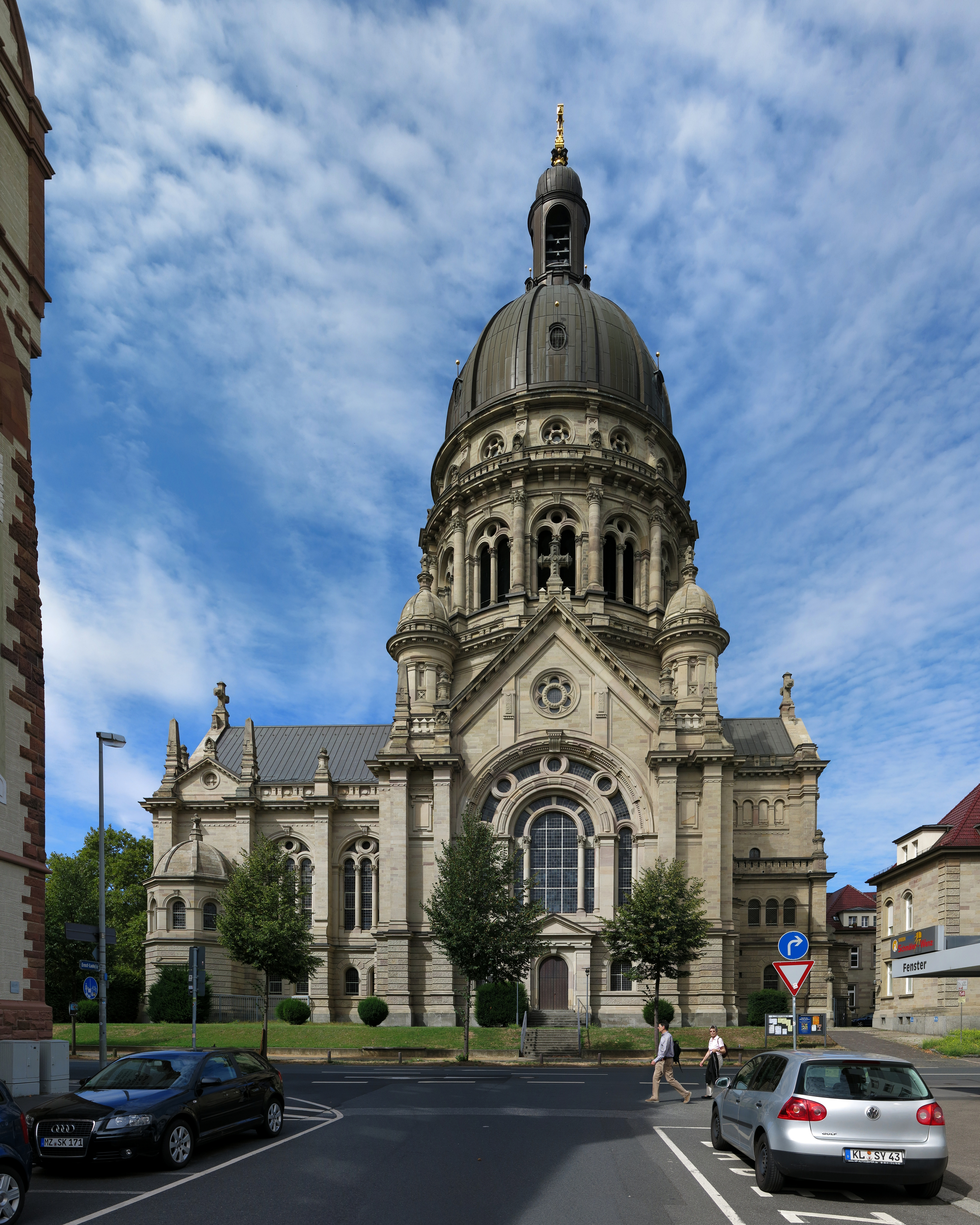
Ansicht von Südosten

Die Christuskirche von Mainz ist eine evangelische Kirche
in Mainz.

## Geschichte
Die historistische, sich an Formen der italienischen Hochrenaissance orientierende Christuskirche wurde von 1896 bis 1903 nach Entwürfen von Eduard Kreyßig erbaut. Bereits 1894 berief der Kirchenvorstand einen städtebaulichen Wettbewerb, in dem drei von fünf Entwürfen ausgezeichnet wurden. Neben Kreyßigs erstem Entwurf wurden die von Skjøld Neckelmann und Johannes Otzen prämiert. Die aufgrund der Nähe zum Rhein schwierigen statischen Untersuchungen und Berechnungen wurden von Theodor Landsberg, Technische Hochschule Darmstadt, durchgeführt. Am 2. Juli 1903 wurde die Kirche geweiht. Nach der Zerstörung bei den Luftangriffen auf Mainz am 1. Februar 1945 erfolgte unter Leitung von Heinrich Otto Vogel von 1952 bis 1954 der Wiederaufbau. Seither orientiert sich das Kuppeldach an der Frauenkirche in Dresden. Der Innenraum wurde umgestaltet. Im ehemaligen Langhaus entstand eine eigenständige "Werktagskirche". Hieran schließt sich der imposante Zentralraum an, der im Westen durch die Empore begrenzt wird und im Osten eine neoromanische Chorwand erhielt. Die dortigen Glasfenster mit Motiven aus dem Alten und Neuen Testament entwarf Hans Gottfried von Stockhausen.  Am 31. Oktober wurde der Bau geweiht. Die musikalische Gestaltung des Weihegottesdienst übernahm die Laubacher Kantorei.
Im katholisch geprägten Mainz zählte man am Ende des Kurfürstentums 1802 gerade einmal ein paar Hundert Protestanten. Erst die Organischen Artikel gewährten den jeweiligen konfessionellen Minderheiten mit dem Recht zur freien Religionsausübung auch die vollen Bürgerrechte. Vorher waren sie bloß „Tolerierte“ in der Stadt, einen Status, den sie mit den Juden teilten. Um 1900 war bereits mehr als ein Drittel der Mainzer Bevölkerung evangelischen Glaubens (Konfessionsverteilung der Einwohner der Stadt Mainz).
Nachdem ihnen ihre bisherige Kirche zu klein wurde, bot die Erweiterung der Innenstadt um die sogenannte Neustadt im letzten Drittel des 19. Jahrhunderts, den Mainzer Protestanten die Möglichkeiten mit einem neuen Kirchenbau ein Zeichen ihres Selbstbewusstseins zu setzen. Mit der Kaiserstraße entstand ein großer doppelläufiger Boulevard, in dessen Mitte sich gut sichtbar die vom Stadtbaumeister Eduard Kreyßig geplante Kirche befindet. Gedacht als repräsentatives Gegengewicht zum katholischen Mainzer Dom überragt die mächtige, 80 Meter hohe Kuppel andere Kirchen und Gebäude der Innenstadt. Der Bau erinnert an den Stil der italienischen Hochrenaissance.
Neben Gottesdiensten wird die Christuskirche auch von den Musikfreunden in Mainz gerne genutzt, so auch seit 1954 regelmäßig von dem durch Diethard Hellmann an dieser Kirche begründeten Bachchor und Bachorchester Mainz. Traditionell finden hier auch die Universitätsgottesdienste der Johannes Gutenberg-Universität Mainz zu Semesteranfang statt.

## Orgel
Die Orgel wurde 1961 von der Orgelbaustätte Förster & Nicolaus Orgelbau gebaut. Die Disposition wurde vom Kantor Diethard Hellmann in Zusammenarbeit mit der Orgelbauwerkstätte entworfen. Die Orgel hat mechanische Schleifladen, die Spieltraktur ist mechanisch und die Registertraktur elektrisch.
Disposition:
| I Hauptwerk C–g3 |        |
| Pommer           | 16′    |
| Prinzipal        | 08′    |
| Rohrflöte        | 08′    |
| Oktave           | 04′    |
| Nachthorngedackt | 04′    |
| Quinte           | 2 ⁄3′  |
| Oktave           | 02′    |
| Blockflöte       | 02′    |
| Terz             | 1 3⁄5′ |
| Mixtur VI        |        |
| Fagott           | 16′    |
| Trompete         | 08′    |

| II Brustwerk C–g3 |       |
| Metallgedackt     | 8′    |
| Salizional        | 8′    |
| Gemshorn          | 4′    |
| Rohrflöte         | 4′    |
| Waldflöte         | 2′    |
| Quinte            | 1 ⁄3′ |
| Terzian II        |       |
| Zimbel IV         |       |
| Regal             | 8′    |
| Tremulant         |       |

| III Oberwerk C–g3 |       |
| Holzgedackt       | 8′    |
| Quintadena        | 8′    |
| Praestant         | 8′    |
| Koppelflöte       | 4′    |
| Nasard            | 2 ⁄3′ |
| Prinzipal         | 2′    |
| Nachthorn         | 2′    |
| Sifflet           | 1′    |
| Scharf V          |       |
| Krummhorn         | 8′    |
| Schalmei          | 4′    |
| Tremulant         |       |

| Pedal C–f1     |         |
| Prinzipalbaß   | 16′     |
| Subbaß         | 16′     |
| Quintbaß       | 10 2⁄3′ |
| Oktave         | 08′     |
| Gedackt        | 08′     |
| Oktave         | 04′     |
| Rohrgedackt    | 04′     |
| Spitzflöte     | 02′     |
| Pedalmixtur VI |         |
| Posaune        | 16′     |
| Trompete       | 08′     |
| Klarine        | 04′     |

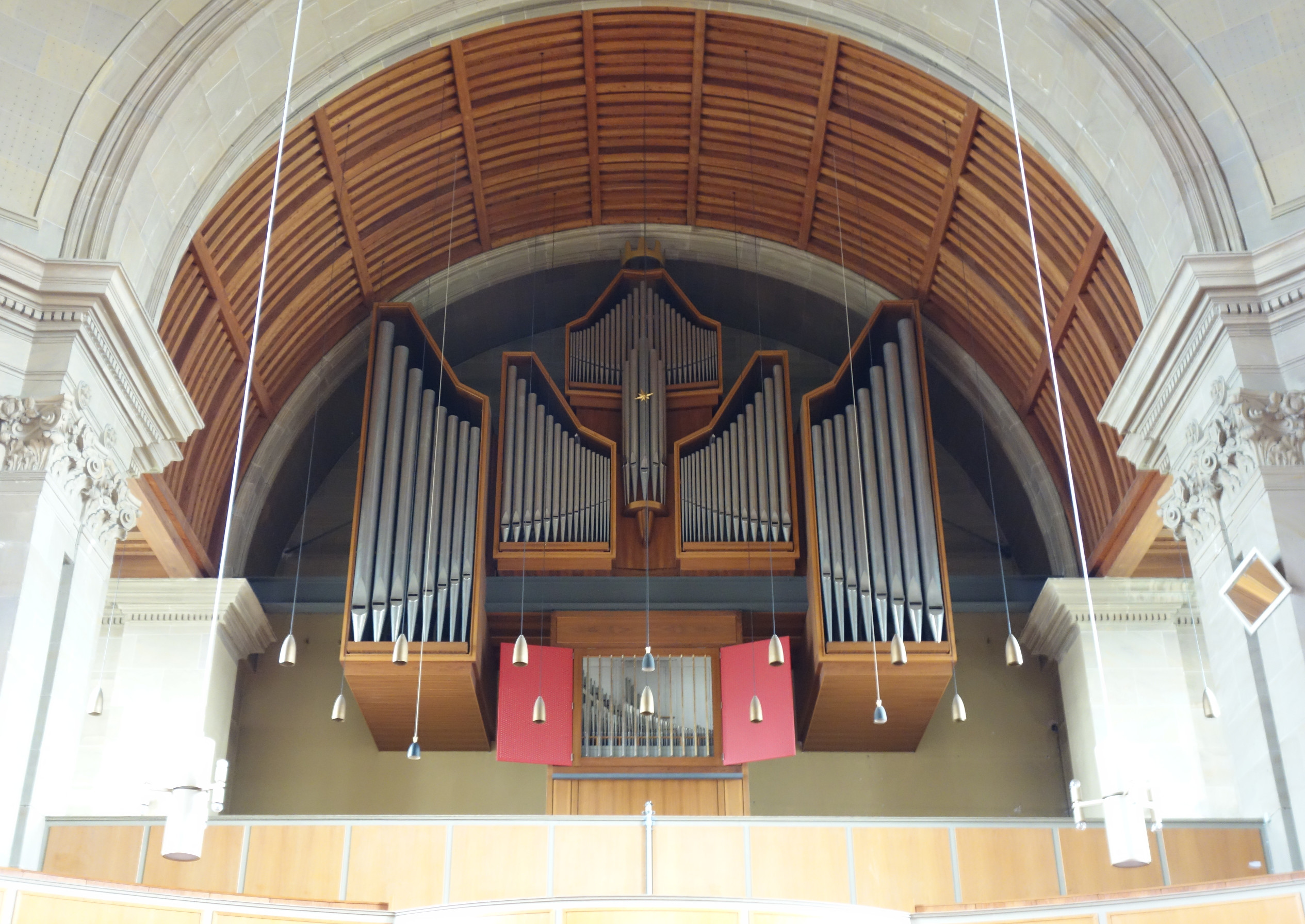
Große Orgel der Christuskirche

- Koppeln: III/I, II/I, III/P, II/P, I/P

## Chororgel
Die Chororgel wurde 1954 von der Orgelbaustätte Förster & Nicolaus gebaut. Die Disposition wurde von Helmut Walcha in Zusammenarbeit mit Kantor Hanswolf Scriba entworfen. Die Orgel hat mechanische Schleifladen, die Spiel-  und Registertraktur sind mechanisch.
Disposition:
| I Hauptwerk C–g3 |    |
| Rohrflöte        | 8′ |
| Prinzipal        | 4′ |
| Gemshorn         | 4′ |
| Nachthorn        | 2′ |
| Scharf IV-VI     |    |
| Trompete         | 8′ |

| II Brustwerk C–g3 |    |
| Holzgedackt       | 8′ |
| Quintade          | 4′ |
| Prinzipal         | 2′ |
| Blockflöte        | 1′ |
| Zimbel III-IV     |    |

| Pedal C–f1 |     |
| Subbaß     | 16′ |
| Oktavbaß   | 08′ |
| Rohrpommer | 04′ |

- Koppeln: II/I,  II/P, I/P
- Tremulant

## Kirchenmusiker
- Diethard Hellmann
- Hans-Joachim Bartsch (Organist)

## Galerie

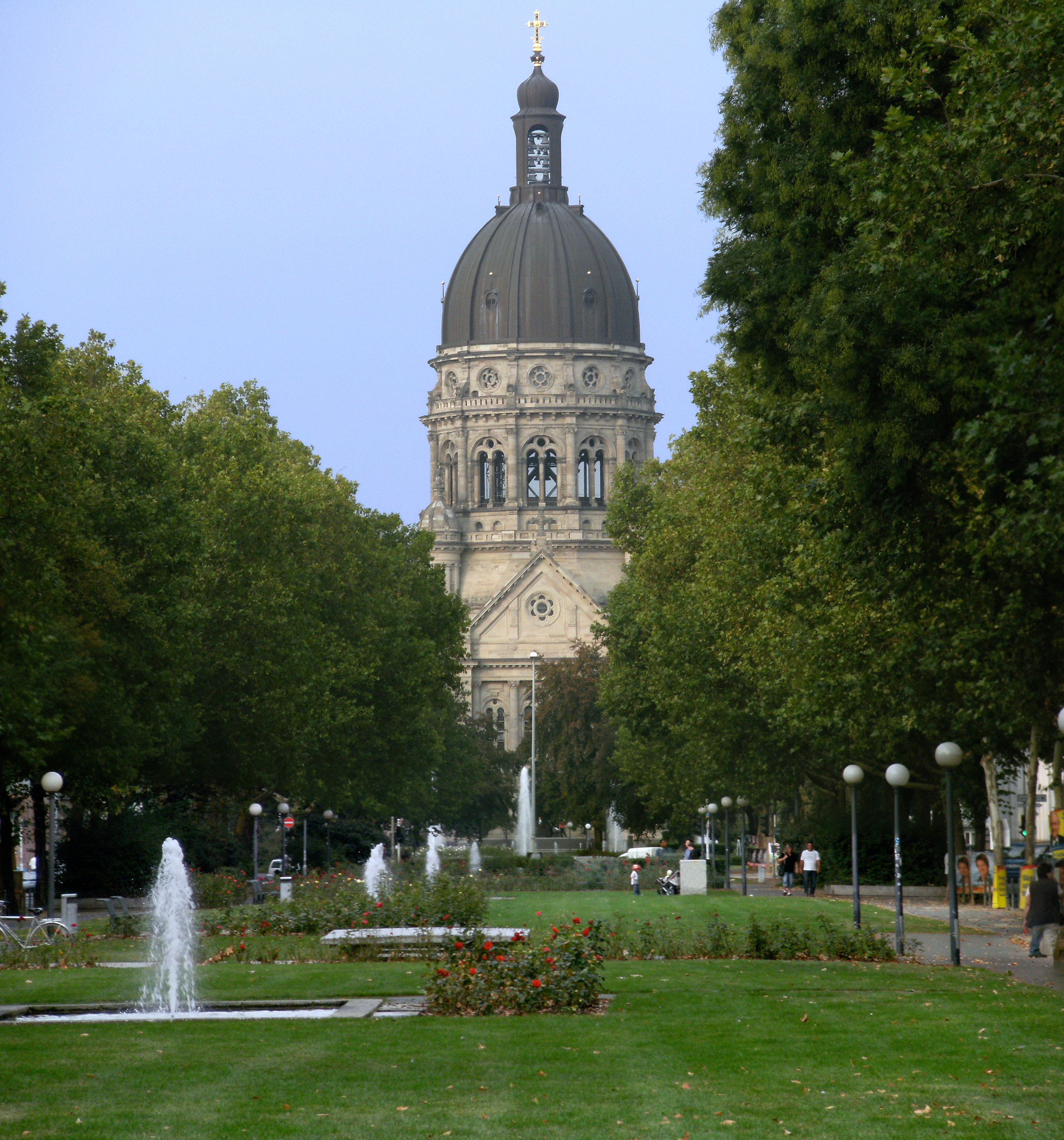
Kaiserstraße mit Blick auf die Christuskirche
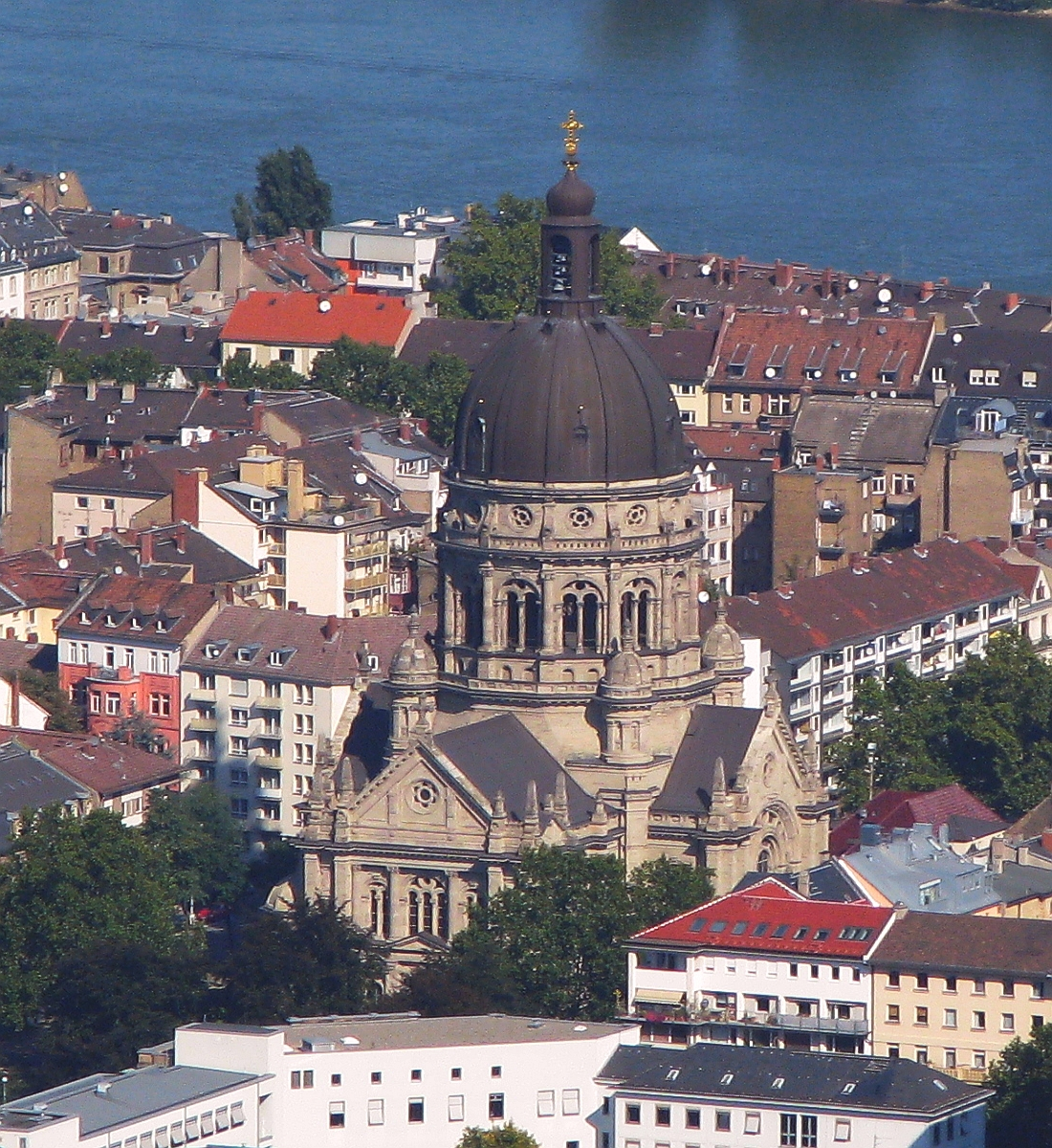
Luftbild der Christuskirche zu Mainz am Rhein
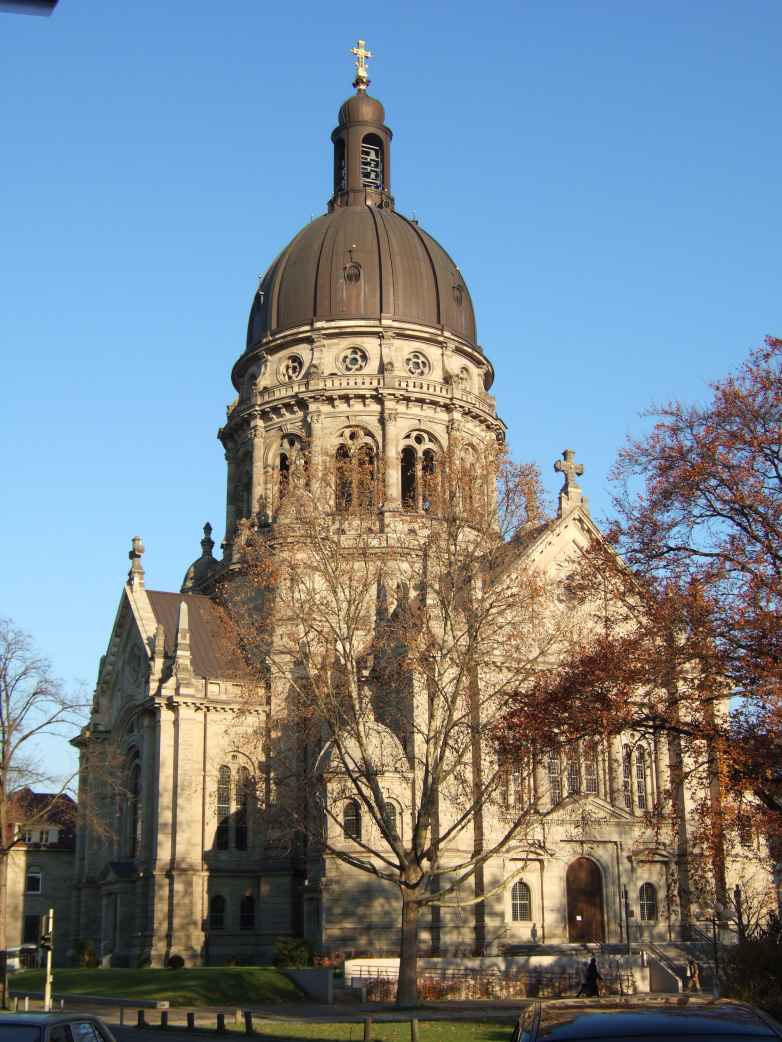
Blick aus West
Die Christuskirche am Tag ihrer Einweihung am 2. Juli 1903
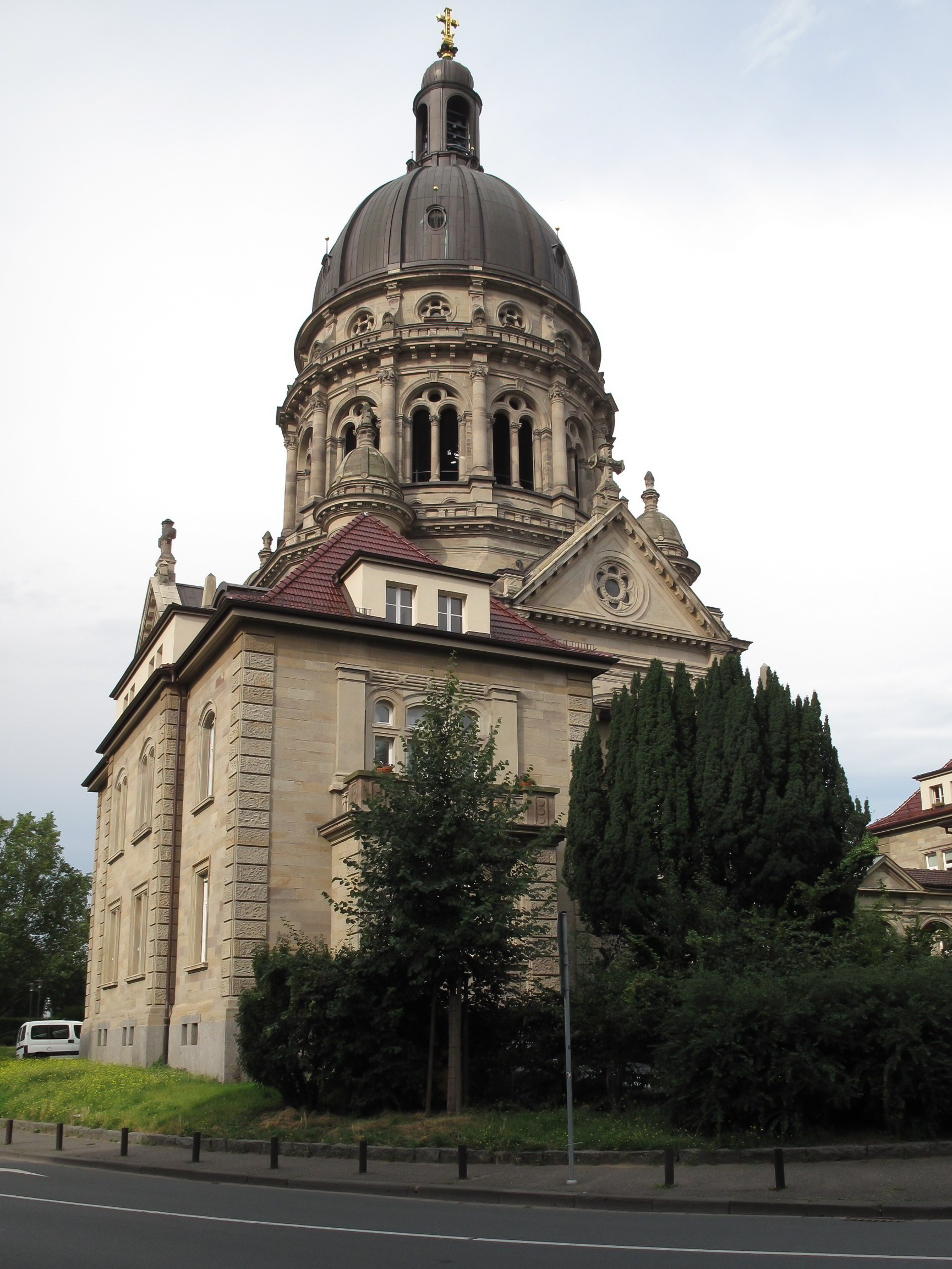
Christuskirche